# L'Âge du feu
 (décembre 2021).
Si vous disposez d'ouvrages ou d'articles de référence ou si vous connaissez des sites web de qualité traitant du thème abordé ici, merci de compléter l'article en donnant les références utiles à sa vérifiabilité et en les liant à la section « Notes et références ».
L'Âge du feu (titre original en anglais : Age of Fire) est une série de romans de fantasy d'E. E. Knight publiés aux États-Unis entre 2005 et 2011 (publication en français entre 2008 et 2015).

## Les tomes
1. Dragon, Milady, 2008 ((en) Dragon Champion, 2005)
2. La Vengeance du dragon, Milady, 2009 ((en) Dragon Avenger, 2006)
3. Dragon banni, Milady, 2009 ((en) Dragon Outcast, 2007)
4. L'Attaque du dragon, Milady, 2010 ((en) Dragon Strike, 2008)
5. La Domination du dragon, Milady, 2010 ((en) Dragon Rule, 2009)
6. Le Destin du dragon, Milady, 2013 ((en) Dragon Fate, 2011)

## L'histoire
Trois dragons, AuRon, le gris, Wistala, la verte, et le cuivré, sont issus de la même portée. À peine sortis de l’œuf, ils sont séparés et doivent affronter de nombreuses épreuves pour devenir adultes. Leurs expériences, si différentes, vont les amener à choisir leur propre voie. Ils auraient pu ne jamais se croiser, mais le destin va les réunir. D'abord hostiles, ils garderont leurs distances. Mais peu à peu, ils vont se découvrir et s'apprécier.
Auron, Wistala et le Cuivré sont parmi les derniers d'une espèce à l'agonie, peut-être son ultime espoir. Les hominidés pourchassent les dragons. Le Dragonneur, leur champion, voue son existence à les exterminer.
Les trois premiers tomes relatent la même époque, mais chaque fois vue par l'un des trois jeunes dragons.

### Tome 1:Dragon
Le parcours de AuRon, le dragon gris, qui va être livré à lui-même, après la mort de ses parents, accompagné de sa sœur, Wistala, qui va s'enfuir à la suite d'une attaque de nains... Va-t-il réussir à sauver son espèce ?
Allant de l'éclosion de son œuf, et de sa transformation en Champion de sa couvée, une couvée de cinq œufs, jusqu'à son âge adulte et son accouplement avec une jeune et belle dragonelle. Il va être livré à lui-même, être séparé de sa sœur et de ses racines et va apprendre à survivre. Fin stratège et très fort en camouflage, comment va-t-il faire pour sauver sa vie ? Il va parcourir le monde entourant les Montagnes Rouges et la Mer Intérieure. Il trouvera des alliés d'exception, des alliés qui seront même de l'espèce de ses ennemis naturels : les Hominidés.

### Tome 2:La Vengeance du dragon
Le parcours de Wistala, sœur de AuRon.
Elle sera très vite séparée de son frère. Elle aussi devra survivre, mais elle obtiendra l'aide d'un elfe qui la protégera presque tout du long de sa vie. Elle verra son père mourir sous ses yeux et découvrira le corps de sa mère et de sa sœur.
Elle combattra pour sa survie, mais montrera aussi ce que vaut un dragon aux humains qu'elle rencontrera, devenant une grande dragonelle connue par les hominidés pour sa sagesse et ses connaissances.
Elle rencontrera d'autres dragons, leur venant en aide, ou les attaquant aussi s'ils font preuve d'agressivité.

### Tome 3:Dragon banni
Le parcours du Cuivré, le Banni de sa couvée, frère de AuRon et Wistala.
Voici donc l'histoire d'un banni. N'ayant pas réussi à battre AuRon, son père le bannit de la grotte, et l'oblige à se réfugier dans les entrailles des Montagnes Rouges. Il parcourra des tunnels, affrontant d'horribles nains, et s'alliera à des chauve-souris qui l'accompagneront tout le long de sa vie.
Il découvrira le Lavadôme, devenant l'un des dragons les plus importants, et sera le précurseur de l'Empire Draconique.

### Tome 4:L'Attaque du dragon
Les trois dragons vont se retrouver et participer à la création d'un nouvel empire, la Grande Alliance, un monde où les hominidés et les dragons vivent en paix.

### Tome 5:La Domination du dragon
Les guerres et les complots ébranlent la Grande Alliance.

### Tome 6:Le Destin du dragon
Début d'une autre Ere.

## Les espèces deL'Âge du feu
Toutes les espèces sont dotées de la parole. Les dragons sont capables de comprendre les espèces animales: AuRon parle avec les loups, Wistala avec les chats, les oiseaux et les chevaux, le Cuivré s'est lié aux chauve-souris.
Les hominidés en général sont les seuls à ne pas comprendre le langage animal. Les elfes sont bien la seule espèce hominidés à pouvoir comprendre les animaux un minimum, mais c'est surtout parce qu'ils sont liés à la nature par un lien très fort, et unique.
La langue universelle, en ce qui concerne le commerce, est le Parl

### Les Dragons
Le nom d'un dragon mâle est très particulier, il indique beaucoup de choses sur la famille, sur les aïeux du dragon. En effet, le préfixe de chaque nom de dragon indique la famille à laquelle il appartient. Le préfixe Au- de AuRon indique qui est son père. Et ceci pour tous les dragons mâles et uniquement ceux-ci. Les femelles peuvent avoir différents noms sans de préfixe spécifique. La deuxième majuscule dans le nom d'un dragon (ex: Auron qui devient AuRon), apparaît lorsque celui-ci déploie ses ailes pour la première fois.
Avant que les œufs éclosent, les parents d'une couvée (surtout la mère) va raconter des histoires à ses dragonnets, la plupart du temps, ses souvenirs, pour qu'ils sachent dans quel monde ils vont naître. Ceci se passe sous la forme de pensée, car les dragons (surtout entre ceux d'une même famille) peuvent communiquer par la pensée (sous forme d'images ou de mots).
Les dragonnets d'une même couvée vont naître normalement en même temps, les accidents sont rares. La particularité, lorsque des dragons naissent, c'est que les mâles vont instinctivement se battre entre eux, jusqu'à la mort. Le dernier survivant sera le Champion de sa couvée, et héritera du préfixe de son père. Il est rare que des dragonnets survivent à ce combat, ceux qui y survivent (la plupart du temps, un seul mâle en plus du Champion) est déclaré comme Banni, et est donc banni par la famille, et devra donc apprendre à survivre seul. Les Bannis ne survivent pas la plupart du temps, le Cuivré est une exception.
Les femelles ne se battent pas à la naissance et préfèrent apprendre de la sagesse de leurs parents pour mieux le communiquer à leurs propres dragonnets.
Il y a trois étapes dans la vie d'un dragon :
- Dragonnet : Pas d'ailes, pas de feu. Ce ne sont que de simples lézards lorsqu'ils sortent de l'œuf, qui n'ont que la capacité de cracher du foua, un liquide acide et acre qui peut prendre feu facilement.
- Draque : Cette étape, à partir de la deuxième année du jeune dragon, est une sorte d'adolescence, il n'a toujours pas d'ailes et ressemble toujours à un lézard. Par contre, il peut désormais cracher du feu. Plus musclé, plus agile et plus grands, les draques sont plus dangereux. C'est aussi à ce moment-là qu'ils deviennent plus aventureux et font souvent connaissance avec les autres espèces. Dans le Lavadôme, la Garde Draque (mâles) et les Filles du Feu (femelles) sont uniquement composés de Draques, ce sont des sortes de petites armées permettant aux jeunes draques d'être formés au combat.
- Dragon : C'est autour de leur trentième année que les dragons deviennent véritablement adultes. Leurs ailes se déploient enfin, et ils peuvent voler. Ceci se produit lorsqu'ils arrivent à percer les deux cloques qu'ils ont dans le dos (qui apparaissent à la fin de leur vie de draque). Les ailes, fragiles au début, deviennent peu à peu plus puissantes, plus musclées et le dragon devient plus endurant en vol. C'est durant le vol nuptial qu'un dragon mâle et qu'une femelle s'accouplent (acrobatie périlleuse, mais magnifique).

Le Lavadôme est un lieu de refuge pour les dragons, une sorte d'empire (comme Hypat pour les humains). C'est une sorte de grande grotte dans la montagne. Le plafond est formé d'une sorte de pierre de lave qui est rougeoyante le jour et devient bleu légèrement lumineux la nuit. Il est composé de beaucoup de tunnels souterrains permettant de relier plusieurs protectorats dépendant du Lavadôme (un protectorat est un territoire hominidé qui a accepté d'être relié au Lavadôme et de l'approvisionner en matières premières en échange d'une protection qui est faite grâce à une famille de dragons). Le Lavadôme est aussi composé de plusieurs grottes plus petites qui sont les habitations des dragons vivant au Lavadôme. Au centre du Lavadôme se trouve la "roche impériale, lieu de vie de la famille impériale et du Tyr (sorte de roi des dragons). Ce lieu est aussi un endroit très important en ce qui concerne le "gouvernement" des dragons, car c'est là que sont prises les décisions politiques. Tous les dragons ne vivent pas au Lavadôme, certains ont choisi la voie du "retour à la nature". Contrairement aux résidents du Lavadôme, ils vivent de la chasse et ne possèdent pas d'esclaves.

### Les Hominidés
- Humains : Espèce intelligente, rusée, et fourbe. Le Dragonneur (le chasseur de dragon dans les tomes 1, 2 et 3), qui tue en particulier les parents de AuRon, Wistala et le Cuivré, fait partie de cette espèce. Ils ne sont pas tous des ennemis des dragons, car AuRon arrive à devenir ami avec un Humain. Ils ont une durée de vie courte par rapport aux autres espèces, mais ils dominent une grande partie du monde car ils sont très nombreux et ont une bonne capacité d'adaptation.
- Elfes : Hominidés proches de la nature, qui aiment étudier et vivre en communauté. Ils ont une durée de vie beaucoup plus longue que les autres hominidés. Lorsqu'ils meurent, leurs corps se transforment petit à petit en arbre (des forêts peuvent être composées uniquement d'elfes défunts). Leur chevelure est constituée de feuilles et autres brindilles (voir tome 2 avec Wistala)
- Nains : Une espèce qui vit dans les montagnes, ils creusent des mines et battissent d'immenses cités. Ils aiment les joyaux, adorent commercer et sont réputés pour leur honnêteté. Les femmes et les hommes ne sont pas très différents: tous aussi poilus. Ils cultivent une sorte de champignon fluorescent qu'ils mettent dans leur barbe pour pouvoir s'éclairer dans les tunnels qu'ils creusent.
- Garnes : Espèce très croyante, qui aime se battre. Ils ont des traditions et une manière de vivre très intéressantes, et différentes des autres espèces.
- Démènes : Hominidés à moitié reptile qui possèdent une sorte de carapace qui les protègent. Ce sont les ennemis jurés des nains. Ils vivent dans des grottes, très profondément, préférant vivre dans le noir, étant sensibles à la lumière.

### Autres espèces
- Trolls: Créatures très dangereuse possédant des bras très longs et puissants, leur torse est presque uniquement constitué d'une bouche. Leur unique œil est au bout d'un tentacule.
- Gargouilles: A la base, ce sont des chauves-souris qui ont muté. Elles ont une peau légèrement écailleuse et beaucoup plus résistante que la peau des chauves-souris normales. Elles sont aussi plus grosses. Ceci est dû au sang de dragon dont leurs ancêtres se sont nourris. Les Gargouilles sont utilisées comme messagers au Lavadôme, ou comme espion pour le Tyr. C'est le Cuivré (RuGaard) qui a créé cette nouvelle espèce.